# 林久遠
林久遠（1854年－1900年，通稱林久，或林阿九），清治台灣抗日義軍將領，祖籍泉州安溪。
1895年4月，清廷因甲午戰爭戰敗，簽下了馬關條約，將福建台灣省（含澎湖廳）割讓給日本。日軍於當年5月29日登陸澳底，6月11日進駐台北。時台灣清軍殘部聯合民眾起而抗日，是為乙未戰爭，林久遠與林金井亦聚集族人及鄉民千餘人響應，擔任三角湧義民營分統。
7月12日，日本近衛師團特務曹長櫻井茂夫率領運糧船隊至三角湧隆恩埔。林久遠與陳小埤各領義軍伏擊成功，殲滅全部39員日軍（一說有4人逃逸），史稱「隆恩埔戰役」。
7月13日，日軍少佐坊城後章率軍894名於分水崙遭到義勇軍包圍伏擊，傷亡慘重。7月16日，支隊本隊少將山根信成率援軍趕到解圍。其後日軍山根少將率混成支隊全力攻陷三角湧街，而林久遠仍舉族密援義勇軍。
1897年冬季，林久遠內渡至大陸。1900年返回台灣，圖謀再舉，但因事機洩漏而被捕，遂殉難，卒年47歲。